# De moor, de dame en haar hondje
De moor, de dame en haar hondje is een kunstwerk in Amsterdam-Centrum.
Het kunstwerk is afkomstig van het toenmalige kunstenaarsduo Berkman en Janssens bestaande uit Margot Berkman en Eline Janssens. De opdracht voor het werk was afkomstig van ProRail Amsterdam die zich geconfronteerd zag met een ingang in een dode hoek aan de De Ruijterkade. Die kade loopt hier ten einde op een spoorviaduct van het voormalige spooremplacement Westerdokseiland. Van dat viaduct hangt het oostelijke deel nog boven de kade; het middelste deel, de voormalige draaibrug over de Westertoegang staat na de buitengebruikstelling altijd in geopende toestand; het westelijk deel is gesloopt. De kunstenaars lieten zich inspireren door de geschiedenis ter plaatse, met haar nijvere handel in exotische producten zoals tafelstukken. Dat tafelstuk werd in de beeltenis een 17e-eeuwse kandelaar, hier in de vorm van een moor met toorts. De inspiratie voor de dame is van aanmerkelijk recenter datum. Eind 20e eeuw was ter plaatse een tippelzone aan de De Ruyterkade. Het hondje staat voor trouw. Het geheel is opgesierd met bloemmotieven. Het totale kunstwerk meet ongeveer 40 meter breedte en circa 3,5 meter hoogte. Het is uitgevoerd in een verdeling over negen stalen platen van 1000 kg per stuk. Als het donker wordt/is, wordt het kunstwerk verlicht.
Berkman en Janssens waren in de tijd gespecialiseerd in het maken van kunst voor openbare ruimten. Zo ontwierpen ze bijvoorbeeld de Delftse Liefdesbrief en in een park in de Utrechtse wijk Leidsche Rijn het kunstwerk A mon seul Désir. Margot Berkman ontwierp een sierlijke hekje rond de koningslinden, eigenlijk een late vervolgopdracht van De moor.

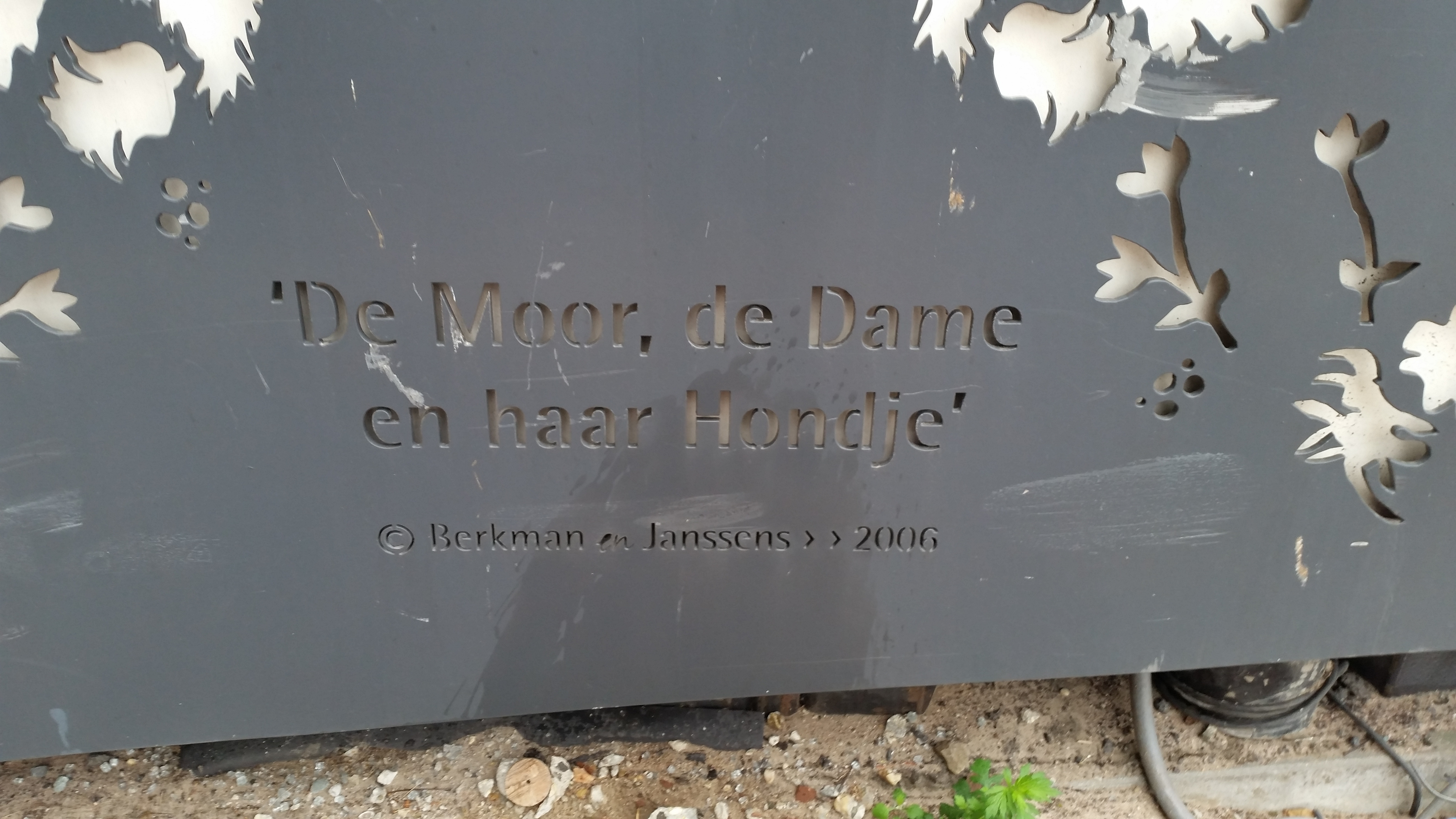
Titel en makers (augustus 2018)